# Anthony Higgins (politikus)
Anthony Clark Higgins (New Castle, 1840. október 1. – New York, 1912. június 26.) az Amerikai Egyesült Államok szenátora (Delaware, 1889–1895).

## Élete
Higgins a delaware-i New Castle megyei Red Lion Hundredban született. A Newark Akadémiára és a Delaware College-ba járt, majd 1861-ben diplomázott a Yale College-ban, ahol a Skull and Bones tagja volt. Miután a Harvard jogi karán jogot tanult, 1864-ben felvették az ügyvédi kamarába, és a delaware-i Wilmingtonban kezdett praktizálni. Egy ideig az uniós hadseregben is szolgált 1864-ben.

## Szakmai és közéleti karrier
Higginst 1864-ben kinevezték főügyészhelyettesnek, majd 1869-től 1876-ig az Egyesült Államok delaware-i ügyésze volt. 1884-ben sikertelenül indult a republikánusok jelöltjeként a 49. kongresszusban, de beválasztották az Amerikai Egyesült Államok szenátusába, és 1889. március 4-től 1895. március 3-ig töltötte be tisztségét, amikor sikertelenül próbálkozott az újraválasztással. Hivatali ideje alatt az 51. és az 52. kongresszusban a közszolgálati ágazatokat vizsgáló bizottság elnöke, az 52. kongresszusban pedig a Gyártási Bizottság tagja volt. Ezt követően újra ügyvédi tevékenységet folytatott Wilmingtonban, többek között 1904/05-ben az alperes egyik ügyvédjeként működött közre Charles Swayne floridai kerületi bíró, az Egyesült Államok Kerületi Bíróságának vád alá helyezési eljárásában.

## Halála és öröksége
Higgins a New York-i New Yorkban halt meg, és a New Castle megyei St. Georges közelében lévő St. Georges temetőben temették el.